# ビクター・ダーシー
ビクター・ダーシー（Victor Henry Augustus "Vic" d'Arcy、1887年6月30日 - 1961年）は、イギリスの陸上競技選手。1912年ストックホルムオリンピックの金メダリストである。

## 経歴
ダーシーは、1912年ストックホルムオリンピックでは、100m、200mとも準決勝で敗退したものの、デビッド・ジェイコブズ、ヘンリー・マッキントッシュ、ウィリアム・アップルガースとともに出場した4×100mリレーでは、ダーシーはイギリスチームの第3走を務め、優勝候補だったアメリカ、ドイツのバトンパスのミスによる失格といった幸運もあり、金メダルを獲得した。
ダーシーは、8年後の1920年アントワープオリンピックにも出場。100mは前回と同じ準決勝どまり、200mは予選で敗退という結果に終わった。また、8年前金メダルを獲得した4×100mリレーは前回と同じ第3走を務めたが、この大会では4位に終わった。